# 香港島專線小巴51線

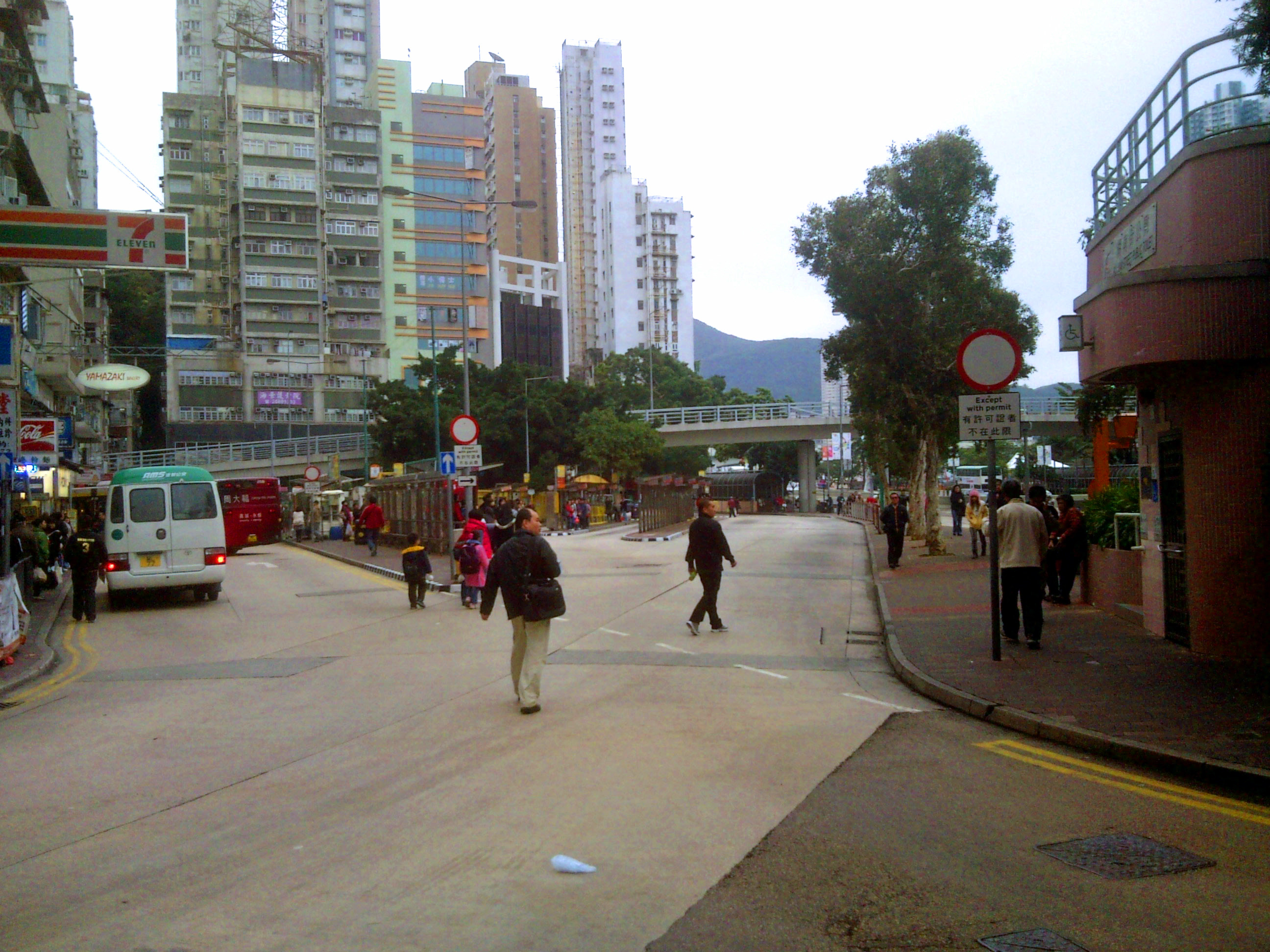
51線香港仔總站設於湖南街（圖左）

香港島專線小巴51線是香港一條專線小巴路線，來往田灣至香港仔，並提供24小時服務。
香港島專線小巴51A線為香港一條來往華貴邨及田灣的穿梭小巴路線，由51線分拆出來。
香港島專線小巴51S線是由51線分拆出來的其中一條路線，來往華貴邨至香港仔。

## 歷史
51路
- 1993年8月：投入服務，由超柏萊有限公司營運。[1][2]
- 1999年：配合田灣邨重建完成，分拆為51及51S兩線。
- 2000年：進智公交收購超柏萊有限公司，正式接管本線。
- 2004年：來往華貴邨及田灣邨田澤樓的服務分拆為51A線，[3]本路線改為行走田灣邨田澤樓及香港仔（湖南街）。
- 2011年2月27日：推出與4A，4B，4C往返石排灣，以及4S，39C，39S，52，58，58A，59A，63，63A，69轉乘本線（或相反）之八達通轉乘優惠。
- 2011年9月25日：本線增加多1部小巴行走，並加密班次。
- 2013年5月5日：調整收費，全程收費由$2.5調整至$2.8（通宵班次則由$3調整至$3.3），而田灣街前往田灣邨的分段收費由$1調整至$1.3。
- 2013年5月12日：因應部分田灣邨居民投訴田灣街前往田灣邨的分段收費調整幅度過高（$1→$1.3，+30%），故調低該分段收費至$1.2。
- 2015年2月15日：本線增加多1部小巴行走，並加密班次。
- 2015年8月23日：調整收費，全程收費由$2.8調整至$3（通宵班次則由$3.3調整至$4.3），而田灣街前往田灣邨的分段收費則維持不變。
- 2019年4月28日：調整收費，全程收費由$3調整至$3.1（通宵班次則由$3.3調整至$4.6），而田灣街前往田灣邨的分段收費由$1.2調整至$1.3。

51A
- 2004年：來往華貴邨及田灣邨田澤樓的服務由51線分拆為本線，51線則改為行走田灣邨田澤樓及香港仔（湖南街）。
- 2013年5月5日：調整收費，全程收費由$2.5調整至$2.8，而田灣街前往田灣邨的分段收費由$1調整至$1.3。
- 2013年5月12日：因應部分田灣邨居民投訴田灣街前往田灣邨的分段收費調整幅度過高（$1→$1.3，+30%），故調低該分段收費至$1.2。
- 2015年8月23日：調整收費，全程收費由$2.8調整至$3，而田灣街前往田灣邨的分段收費則維持不變。
- 2019年4月28日：調整收費，全程收費由$3調整至$3.1，而田灣街前往田灣邨的分段收費由$1.2調整至$1.3。

51S
- 1999年：路線投入服務。
- 2013年5月5日：調整收費，全程收費由$3調整至$3.3（通宵班次則由$3.5調整至$4），而石排灣道前往香港仔的分段收費由$2.5調整至$2.8（通宵班次則由$3調整至$3.3）。
- 2015年8月23日：調整收費，全程收費由$3.3調整至$3.5（通宵班次則由$4調整至$4.3），而石排灣道前往香港仔的分段收費由$2.8調整至$3（通宵班次則由$3.3調整至$4.3）。
- 2019年4月28日：調整收費，全程收費由$3.5調整至$3.6（通宵班次則由$4.3調整至$4.6），而石排灣道前往香港仔的分段收費由$3調整至$3.1（通宵班次則由$4.3調整至$4.6）。

## 途徑地點/行車路線
51
| 序號 | 主要車站位置           | 街道     |
| ---- | ---------------------- | -------- |
| 1    | 湖南街小巴總站         | 湖南街   |
| 2    | 華利大廈               | 崇文街   |
| 3    | 興和街                 | 石排灣道 |
| 4    | 嘉禾街                 | 田灣街   |
| 5    | 鴻福苑                 | 田灣街   |
| 6    | 田灣邨田康樓           | 田灣新街 |
| 7    | 田灣邨田澤樓           | 田灣新街 |
| 8    | 田灣邨田健樓           | 田灣新街 |
| 9    | 鴻福苑                 | 田灣新街 |
| 10   | 田灣商場               | 田灣新街 |
| 11   | 耆康會白普理護理安老院 | 田灣街   |
| 12   | 耀中幼教學院           | 田灣山道 |
| 13   | 興和街                 | 石排灣道 |
| 14   | 田灣街                 | 石排灣道 |
| 15   | 湖南街小巴總站         | 湖南街   |

51A
| 序號 | 主要車站位置       | 街道           |
| ---- | ------------------ | -------------- |
| 1    | 華貴邨小巴總站     | 華貴邨小巴總站 |
| 2    | 牛奶公司冰廠及冷房 | 田灣海傍道     |
| 3    | 興和街             | 石排灣道       |
| 4    | 田灣街             | 石排灣道       |
| 5    | 明愛張奧偉國際賓館 | 田灣街         |
| 6    | 鴻福苑             | 田灣新街       |
| 7    | 田灣邨田健樓       | 田灣新街       |
| 8    | 田灣邨田澤樓       | 田灣新街       |
| 9    | 鴻福苑             | 田灣新街       |
| 10   | 田灣商場           | 田灣街         |
| 11   | 保良局慧妍雅集書院 | 田灣山道       |
| 12   | 興偉工業中心       | 田灣海傍道     |
| 13   | 牛奶公司冰廠及冷房 | 田灣海傍道     |
| 14   | 華貴邨小巴總站     | 華貴邨小巴總站 |

51S
| 華貴邨開 | 華貴邨開           | 華貴邨開       | 香港仔開 | 香港仔開           | 香港仔開     |
| 序號     | 主要車站位置       | 街道           | 序號     | 主要車站位置       | 街道         |
| -------- | ------------------ | -------------- | -------- | ------------------ | ------------ |
| 1        | 華貴邨小巴總站     | 華貴邨小巴總站 | 1        | 湖南街小巴總站     | 湖南街       |
| 2        | 牛奶公司冰廠及冷房 | 田灣海傍道     | 2        | 金豐大廈           | 香港仔大道   |
| 3        | 興和街             | 石排灣道       | 3        | 嘉諾撒培德小學     | 香港仔大道   |
| 4        | 漁歌街             | 石排灣道       | 4        | 新釗記茶餐廳       | 香港仔大道   |
| 5        | 田灣街             | 石排灣道       | 5        | 香港仔魚類批發市場 | 香港仔海傍道 |
| 6        | 湖南街小巴總站     | 湖南街         | 6        | 興偉工業中心       | 田灣海傍道   |
|          |                    |                | 7        | 牛奶公司冰廠及冷房 | 田灣海傍道   |
| 8        | 華貴邨小巴總站     | 華貴邨小巴總站 |          |                    |              |

## 收費
51路
- 全程收費：$3.1(凌晨時段：$4.6)
- 田灣街/嘉和街交界往田灣：$1.3

51A
- 全程收費：$3.1
- 由田灣街往田灣邨：$1.3

51S
- 全程收費：$3.6(凌晨時段：$4.6)
- 石排灣道往香港仔湖南街：$3.1

適用於上述3條路線
| - 本線大小同價。 - 65歲或以上長者使用長者或個人八達通（包括「樂悠咭」），合資格殘疾人士（包括12歲以下合資格殘疾兒童）使用「殘疾人士身份」個人八達通，以及60至64歲香港居民使用「樂悠咭」繳付車資，均可享有每程$2.0或全費（以較低者為準）的票價優惠。 - 乘客可以現金或八達通於上車時付款，不設找續。 - 每位成人乘客可免費攜帶最多兩名3歲以下而不佔座位的兒童乘客乘車，超額之3歲以下小童必須繳付車費乘車。 |

### 八達通轉乘優惠
51路
- 51↔4A、4B、4C、5、35M、N4A、N4C：由51線轉乘上述路線往銅鑼灣/灣仔，或由轉乘上述路線轉乘本路線，次程車費減收$1。
- 51↔58、58A：由上述路線往香港仔方向於轉乘本路線，兩程車費合共$5.9；由本路線轉乘上述路線往堅尼地城方向，兩程車費合共$4.9。
- 51←→4A，4B，4C往返石排灣，4S，39C，39S，59A，63，63A，69：由本路線上車後1小時內轉乘上述路線往南區各屋苑、瑪麗醫院或鰂魚涌方向，或由上述路線往香港仔方向轉乘本路線往田灣方向，次程車費減收$1，但4A、4B及4C線只適用於$2.2或以下之分段收費。
- 51←→52：由本路線上車後1小時內轉乘上述路線往赤柱方向，或由上述路線往石排灣方向轉乘本路線往田灣方向，次程車費減收$1，但52線只適用於$7.3或以上之分段收費。
- 51←→59A：由本路線上車後1小時內轉乘上述路線往深灣方向，次程車費減收$2.8；或由上述路線往香港仔方向轉乘本路線往田灣方向，次程車費為免費。

51S
- 51S↔4A、4B、4C、5、35M、N4A、N4C：由51線轉乘上述路線往銅鑼灣/灣仔，或由轉乘上述路線轉乘本路線，次程車費減收$1。
- 51S↔58、58A：由上述路線往香港仔方向於轉乘本路線，兩程車費合共$5.1；由本路線轉乘上述路線往堅尼地城方向，兩程車費合共$4.3。
- 51S←→4A，4B，4C往返石排灣，4S，39C，39S，59A，63，63A，69：由本路線上車後1小時內轉乘上述路線往南區各屋苑、瑪麗醫院或鰂魚涌方向，或由上述路線往香港仔方向轉乘本路線往華貴邨方向，次程車費減收$1，但4A、4B及4C線只適用於$2.2或以下之分段收費。
- 51S←→52：由本路線上車後1小時內轉乘上述路線往赤柱方向，或由上述路線往石排灣方向轉乘本路線往華貴邨方向，次程車費減收$1。

### 特別優惠
51
- 本路線提供小童八達通優惠票價：日間班次收費為$2.2，深宵班次收費為$2.7。

51A
- 本路線提供小童八達通優惠票價，收費為$2.2。

51S
- 本路線提供小童八達通優惠票價：日間班次收費為$2.2，深宵班次收費為$2.7。

## 路線相關
- 51線0100-0500之班次改以田灣新街近鴻福苑迴旋處作總站。